# Тайваньская лягушка
Тайваньская лягушка (лат. Odorrana swinhoana) — вид земноводных из семейства настоящих лягушек. Эндемик Юго-Восточной Азии: Тайвань. Встречаются в субтропических и тропических низинных влажных лесах и речках на высотах ниже 2000 м. Размер самцов до 6 см, самок до 12 см.
Вид O. swinhoana был впервые описан в 1903 году бельгийско-британским зоологом Джорджем Альбертом Буленджером (George Albert Boulenger; 1858—1937) под первоначальным названием Rana swinhoana Boulenger, 1903.